# Josip Šimić (balonmanista)
Josip Šimić (10 de mayo del 2000) es un jugador de balonmano croata que juega de pívot en el 1. VfL Potsdam. Es internacional con la selección de balonmano de Croacia.
Su primer gran campeonato con la selección fue el Campeonato Mundial de Balonmano Masculino de 2025.

## Palmarés

### Selección nacional
| Campeonato Mundial | Campeonato Mundial           | Campeonato Mundial | Campeonato Mundial |
| Año                | Lugar                        | Medalla            |                    |
| ------------------ | ---------------------------- | ------------------ | ------------------ |
| 2025               | Croacia, Dinamarca y Noruega | Medalla de plata   |                    |

## Clubes
| Club           | País     | Año       |
| -------------- | -------- | --------- |
| 1. VfL Potsdam | Alemania | 2016-Act. |